# Phoradendron racemosum
Phoradendron racemosum är en sandelträdsväxtart som först beskrevs av Jean Baptiste Christophe Fusée Aublet, och fick sitt nu gällande namn av Krug & Urban. Phoradendron racemosum ingår i släktet Phoradendron och familjen sandelträdsväxter. Inga underarter finns listade i Catalogue of Life.